# Bakfark Bálint
Bakfark Bálint (Bacfort v. Graevius Bálint v. Valentin Greff Bakfark, de előfordul még a Bachfarrt, Backvart, Bekwark, Bakfart névváltozat is) – (Brassó, 1506. vagy 1507. augusztus 15.? más forrás szerint 1526 – Padova, 1576. augusztus 22., más forrás szerint: augusztus 15. vagy 13.) erdélyi szász zeneszerző és lantművész, a reneszánsz hangszeres muzsika jeles képviselője. Élete vége felé a kettős Greff-Bakfark nevet használta. Európa-szerte ismert művész volt. Leginkább külföldön, kiváltképp Lengyelországban élt, beutazta Poroszországot, Franciaországot, Itáliát. A magyarországi zenetörténetben ő az első jelentős zeneszerző és hangszeres művész, és évszázadokig az egyetlen, aki az európai zenekultúrára is döntő hatást gyakorolt.

## Élete
(Bakfark Bálint születési és halálozási időpontja a rendelkezésre álló másodlagos források alapján nem egyértelmű, ezért több fellelhető adatot is közreadunk.)
Valószínűleg 1507-ben, rangos szász család gyermekeként született, vélhetően Brassóban.
Már apja, Tamás is lantművész volt, akitől Bálint a mestetséget tanulta, de róla semmi biztosat nem tudunk. Feltehetőleg mestere volt többek között az 1538 és 1544 között Nagyváradon működő itáliai Matthias Marigliano is, aki korábban X. Leó pápa zenészei közé tartozott. Ekkortájt Váradon pezsgő művészeti élet volt, ahol több lantművész is megfordult.
Bakfark ifjúkoráról nagyon keveset tudunk. Szapolyai János erdélyi vajda (1526-tól magyar király) nagyváradi udvarában nevelkedett, majd lantművészként szolgálta a királyt és zenekedvelő feleségét, Izabellát. Szolgálataiért nemesi rangot kapott. Bakfark valószínűleg fiatalkorában Budán találkozott a polifon kórusmuzsika hangzásvilágával.
Az 1540-es években Franciaországban Tournon grófnak, I. Ferenc francia király főemberének muzsikusa volt.
Szapolyai halála után a török megszállás miatt Erdélybe szorult özvegy Izabella mellől annak bátyja, II. Zsigmond Ágost lengyel király szolgálatába lépett, 1549-ben. 1550-ben Krakkóban megnősült, a litván származású özvegyet, Katarina Narbutovnát vette feleségül, aki két gyermekkel ajándékozta meg.
Kisebb megszakításokkal Vilniusban élt. Lengyelországban eltöltött éveinek fő pártfogója I. Albert porosz herceg volt.
1552–53-ban hosszabb európai körutat tett, megfordult Danszkában, Odera-Frankfurtban, Wittenbergben, Augsburgban, Lyonban, Párizsban, Velencében, Königsbergben. 1553-ban jelent meg első önálló műve, szólólantra komponált műveinek gyűjteménye, az ún. Lyoni lantkönyv, Tournon érsek támogatásával.
A következő évtizedben ismét Vilniusban muzsikált, ahol az udvar egyik legmegbecsültebb alattvalója lett. 1565-ben Krakkóban saját költségén adatta ki lanttabulatúráinak második kötetét, Zsigmond Ágostnak ajánlva.
1566-ban II. Miksa császár, magyar király meghívására Bécsbe utazott, és a császári udvarban tartózkodott, azonban leghosszabb ideig a lengyel király udvarában élt, akivel – mint műve előszavában említi – közelebbi viszonyban volt, de aki az ő nemesi címét nem ismerte el.
1569-ben koholt vádak alapján Pozsonyban letartóztatták, és rövid ideig fogvatartották. Hazamenekült Erdélybe, ahol Szapolyai fia volt a fejedelem. Bakfark a lanton és orgonán is jól játszó János Zsigmond udvarában szolgált, s 1570-ben gyulafehérvári birtokadománnyal gazdagodott. A következő esztendőben azonban patrónusa meghalt, Bakfark pedig Itáliába költözött.
1576. augusztus 22-én (más forrás szerint 1571-ben) Padovában halt meg, áldozatul esve a pestisjárványnak. Halálához közeledve kéziratait állítólag elégette.

## Művészete és másokra gyakorolt hatása

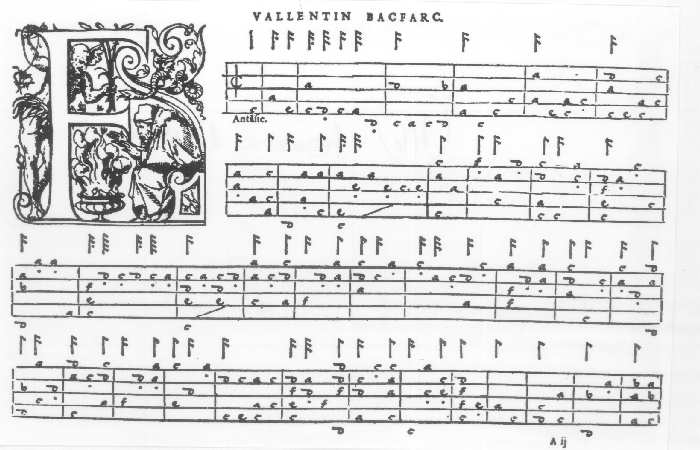
A Lyoni lantkönyv átdolgozott kiadása. Francia típusú, szedett lanttabulatúra, technikai jelzésekkel ellátva

Bakfark kizárólag saját hangszerére, lantra komponált. Köteteiben tíz fantáziát, azonkívül madrigálokat, chansonokat, lengyel dalokat, motettákat jelentetett meg. Műveit szigorú polifónikus szerkesztés jellemzi. A korban elfogadott szokás szerint átiratokat készített más szerzők vokális zenéiből.
Műveit tabulatúrákban, azaz fogástáblázatokban jegyezte le. Szerzeményei alapos szakmai felkészültségről, széleskörű tájékozottságról és nem utolsósorban tehetségről árulkodnak. Jól ismerte a déli országokban divatos lant játékmódját, lehetőségeit, a kor divatját, és hasonlóképpen jártas volt az egyházi vokálpolifónia hangzásvilágában, kompozíciós technikájában.
A Krakkói lantkönyvben egy saját újításával, a kettős fogással is találkozunk.
Korának ünnepelt lantvirtuóza volt, fényesen improvizált. Fejedelmek kitüntető figyelmét és kegyeit élvezte, költők versben dicsőítették. Lengyelországban legendák övezték alakját. A nagy lengyel reneszánsz költő, Jan Kochanowski két verssel tisztelgett Bakfark előtt. A második tabulatúráskönyvben Andreas Tricesius három ódája szerepel, melyekben Pannónia Orpheusának nevezi a szerzőt, illetve Ariónhoz hasonlítja művészetét.
A Bakfark-művek széles körben ismertté váltak a francia, német és németalföldi kiadóknak köszönhetően. Művészete döntő állomás volt a hangszeres zene fellendülésében az addig vokális-zene központú európai zeneszerzésben.
A lengyeleknél máig a „Bakfark után nyúl a lanthoz” mondással illetik azt az embert, aki tehetség és szakértelem nélkül fog hozzá valamihez.

## Művei

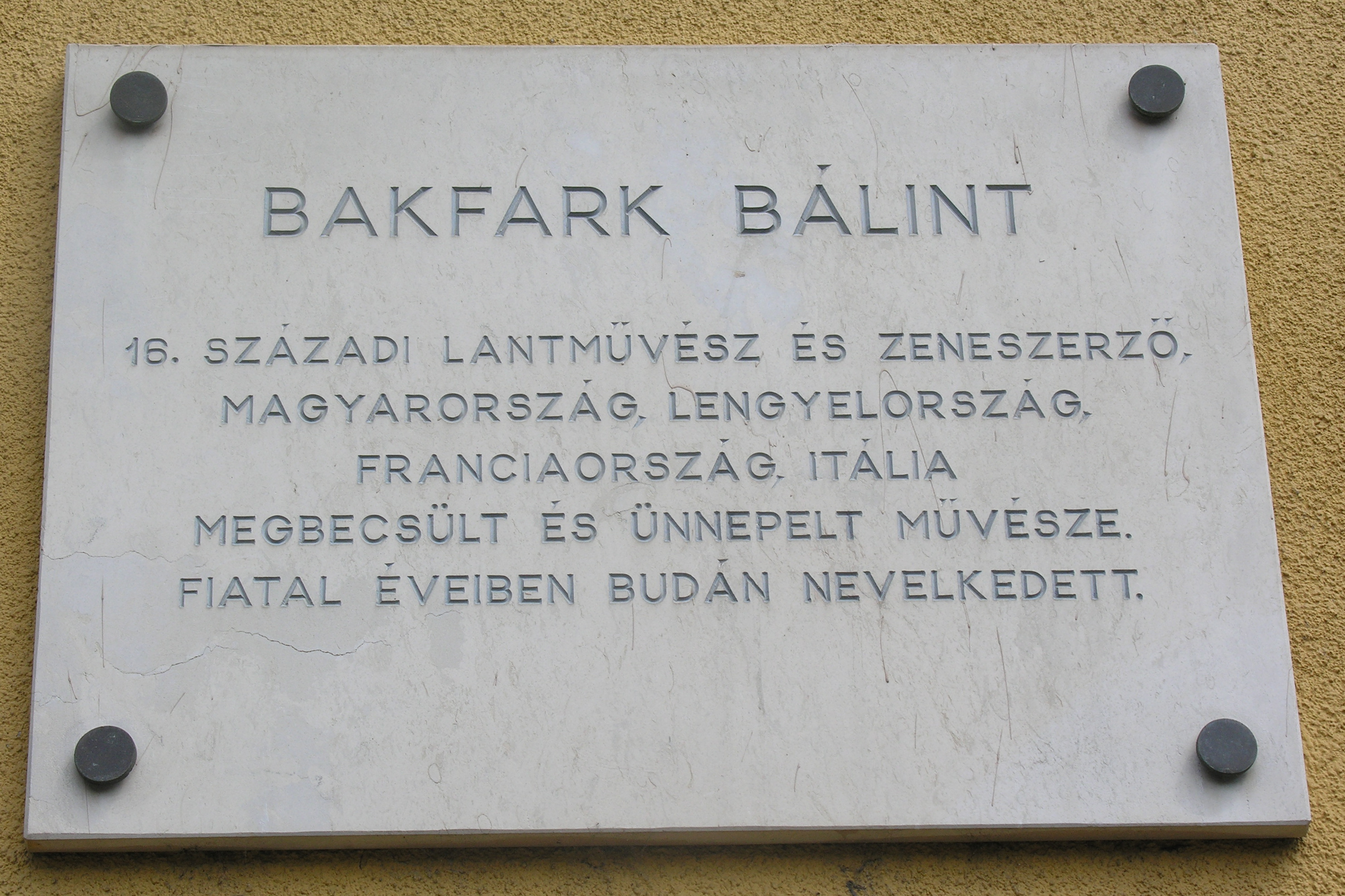
Bakfark Bálint emléktáblája Budapest II. kerületében, a róla elnevezett utcában

Műveinek nagy része elveszett, ma ismert alkotásai kivétel nélkül a lengyel évekből származnak.
Két önálló munkája jelent meg, ezen kívül itáliai gyűjteményekben is felbukkan egy-egy darabja.
- Intavolatura Valentini Bacfarc Transilvani Coronensis, 1553. (Lyon). Címoldalán a zeneszerző portréja látható a mecénás lyoni érsek és a Bakfark család címerével.
- Bakfarci Valentini Greffi Pannonii Harmoniarum musicarum in usum testudinis factarum. Tomus primus. Cracoviae 1565–69. (Krakkó) Ivrét két részben (A kötet Zsigmond Ágost lengyel királynak van ajánlva, aki neki, mint a fejedelmi zenekar igazgatójának, nemesi jószágot adományozott. E könyv két példánya bécsi s krakkói könyvtárakban található.)
- Krakkói lantkönyvben Andreas Tricesius három ódája szerepel, amelyekben Pannónia Orpheusának nevezi a szerzőt, illetve Ariónhoz hasonlítja művészetét. Lengyelországban legendák övezték Bakfark alakját.